# Сінґаліла (хребет)
Сінґаліла (неп. सिङ्गलिला हिमश्रृंखला, трансліт. Siṅgalilā Himaśrr̥ṅkhalā; бенг. সিংগালীলা পর্বতশ্রেণী, трансліт. Siṅgālilā Parbataśrēṇī; англ. Singalila Ridge) — гірський хребет, що простягнувся з півночі на південь на кордоні між Непалом і Сіккімом (Індія) та на півночі Західного Бенгалу (Індія). Район Ілам в Непалі припадає на західну частину цього хребта.

## Географія
Хребет є частиною Гімалаїв, відділяючи гори Західного Бенгалу (на сході) від решти гімалайських хребтів. В межах хребта розташовані найвищі вершини Західного Бенгалу, Сандакфу (3636 м) і Пхалут (3600 м), та Національний парк Сінґаліла. Хребет відомий захоплюючими видами на Канченджанґу та Еверест, та трекінговими маршрутами від Манабхарджану до Сандакхпу і Пхалуту.

## Панорама

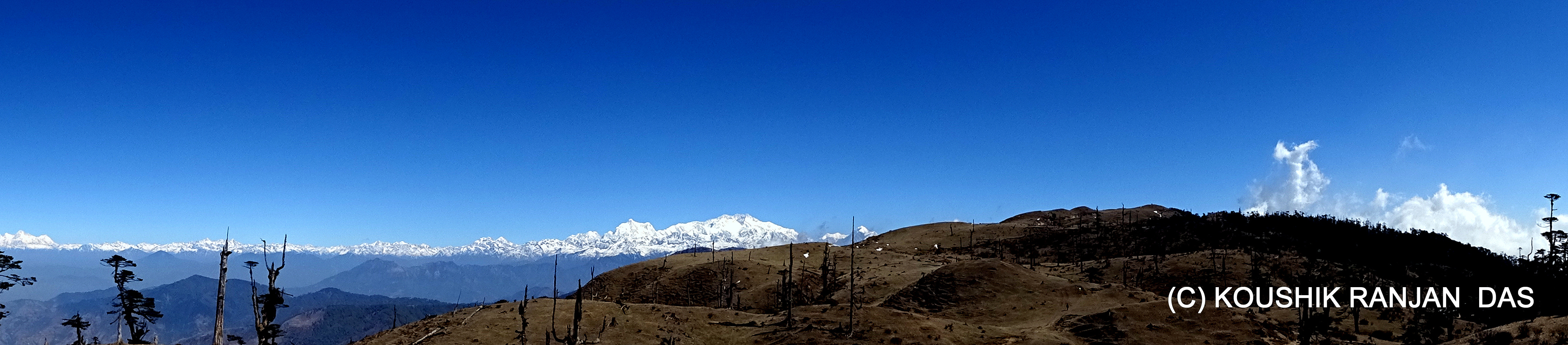
Панорама хребта Сінґаліла

## Найвищі вершини
- Сандакфу (3636 м, 27°6′21.7″ пн. ш. 88°0′8.29″ сх. д. / 27.106028° пн. ш. 88.0023028° сх. д.)
- Пхалут (3600 м, 27°10′15.97″ пн. ш. 88°1′11.94″ сх. д. / 27.1711028° пн. ш. 88.0199833° сх. д.)
- Сабарґрам (3543 м, 27°10′0″ пн. ш. 88°0′0″ сх. д. / 27.16667° пн. ш. 88.00000° сх. д.)
- Тонглу (3036 м, 27°2′2.86″ пн. ш. 88°4′45.06″ сх. д. / 27.0341278° пн. ш. 88.0791833° сх. д.)